# Schloss Unternzenn
Das Schloss Unternzenn ist ein Schloss im Markt Obernzenn im mittelfränkischen Landkreis Neustadt an der Aisch-Bad Windsheim in Bayern. Es ist unter der Nummer D-5-75-156-38 im Bayerischen Denkmalregister geführt.

## Geschichte
Die Burg Obernzenn, an deren Stelle später das Blaue und das Rote Schloss entstanden, gehörte vermutlich schon seit dem 12. Jahrhundert dem fränkischen Rittergeschlecht von Seckendorff, die dort bis heute ansässig ist. Ein „Schloss zu Niedernzenn“ wurde erstmals 1445 erwähnt. Es befindet sich ebenfalls seither bis heute im Besitz der Freiherren von Seckendorff.
In der zweiten Hälfte des 16. Jahrhunderts wurden größere Umbauten durchgeführt. 1612 wurde das Schloss nach Norden und erdgeschossig im Osten erweitert. 1747–1753 erfolgte ein barocker Umbau durch Christoph Friedrich von Seckendorff. 1909 wurde das äußere Erscheinungsbild vereinheitlicht.

## Geografische Lage
Das Schloss Unternzenn befindet sich südöstlich des gleichnamigen Ortes, etwa 1 Kilometer östlich von Obernzenn.

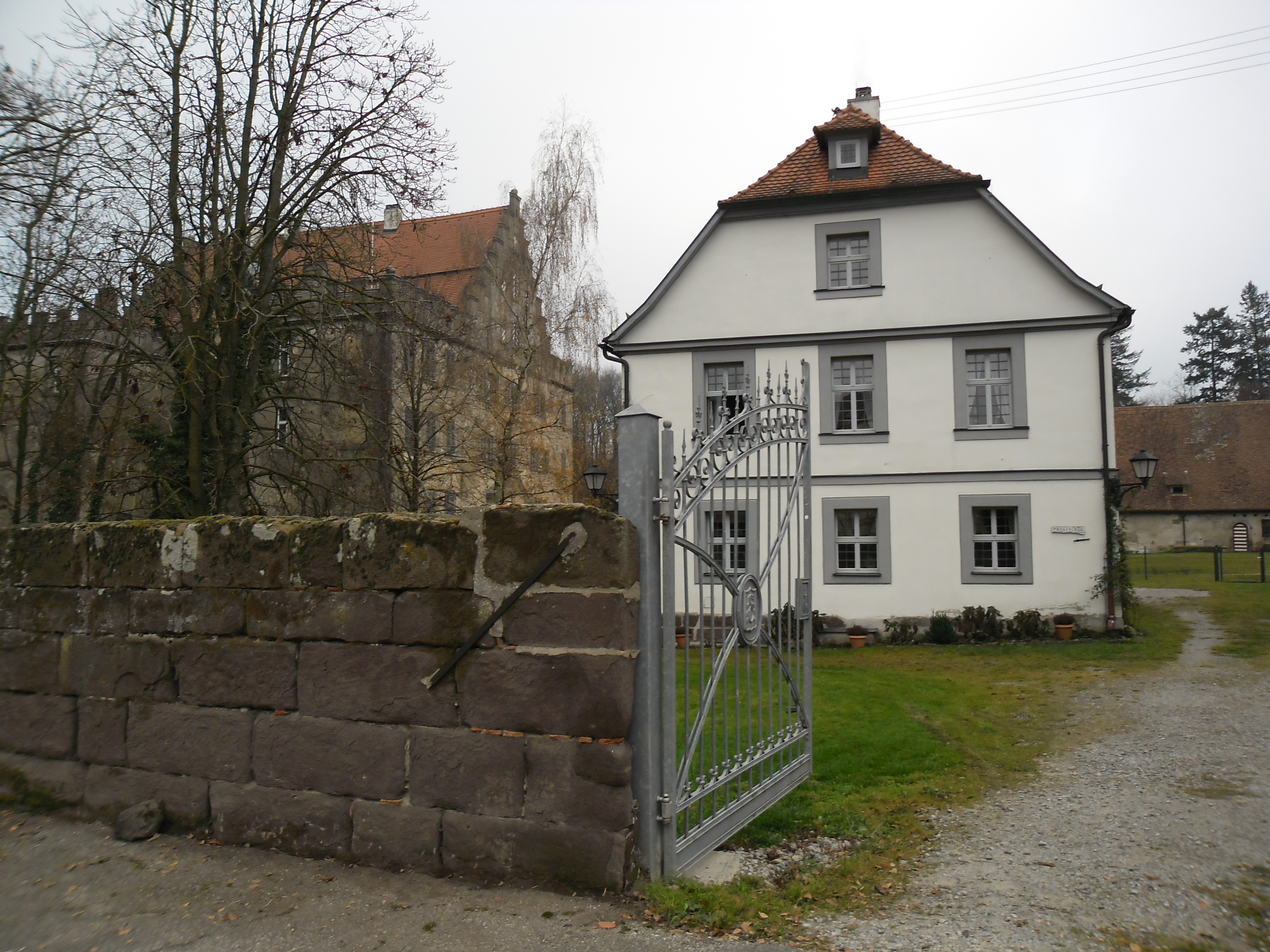
Amtshaus

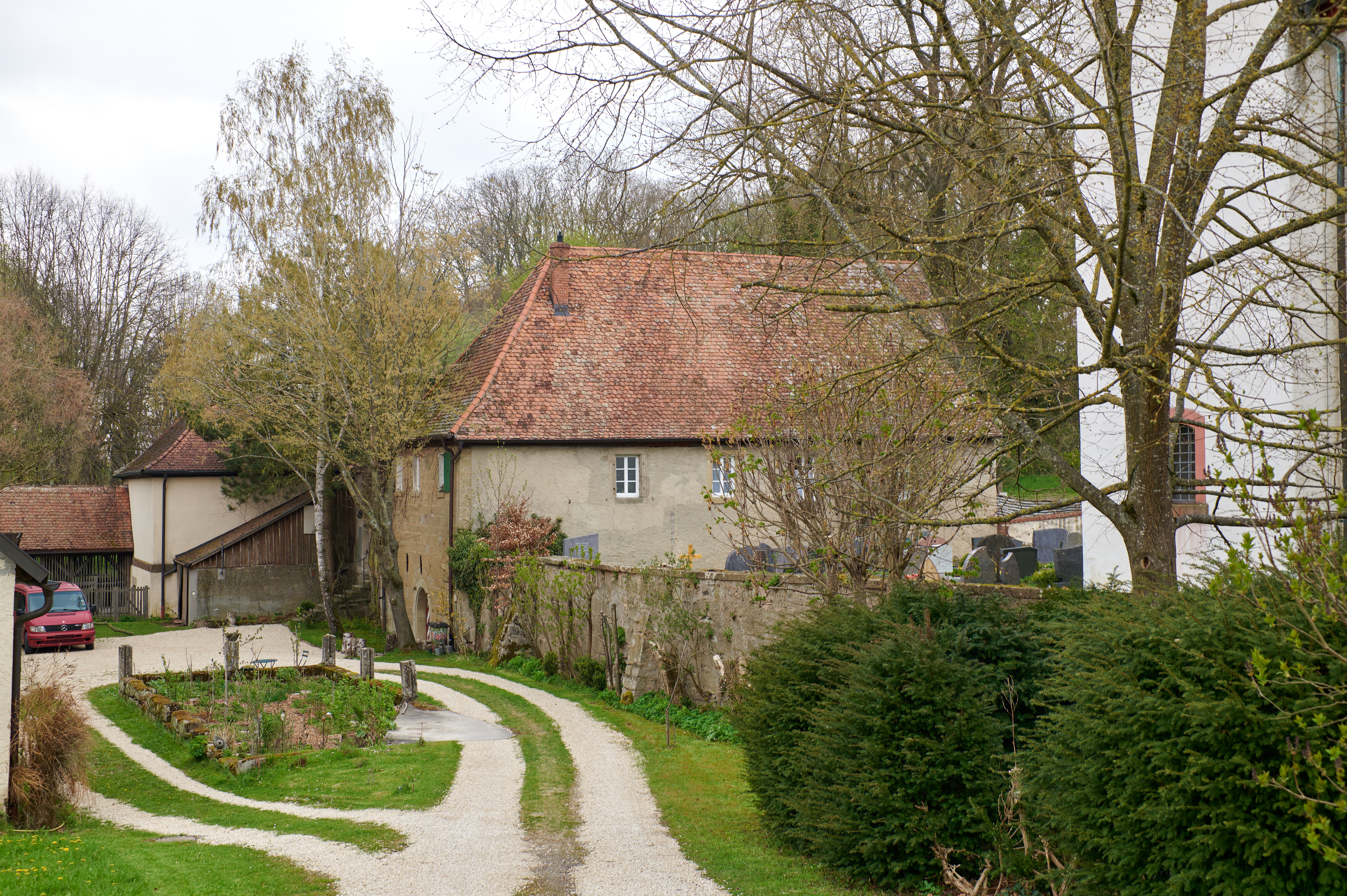
Gärtnerhaus

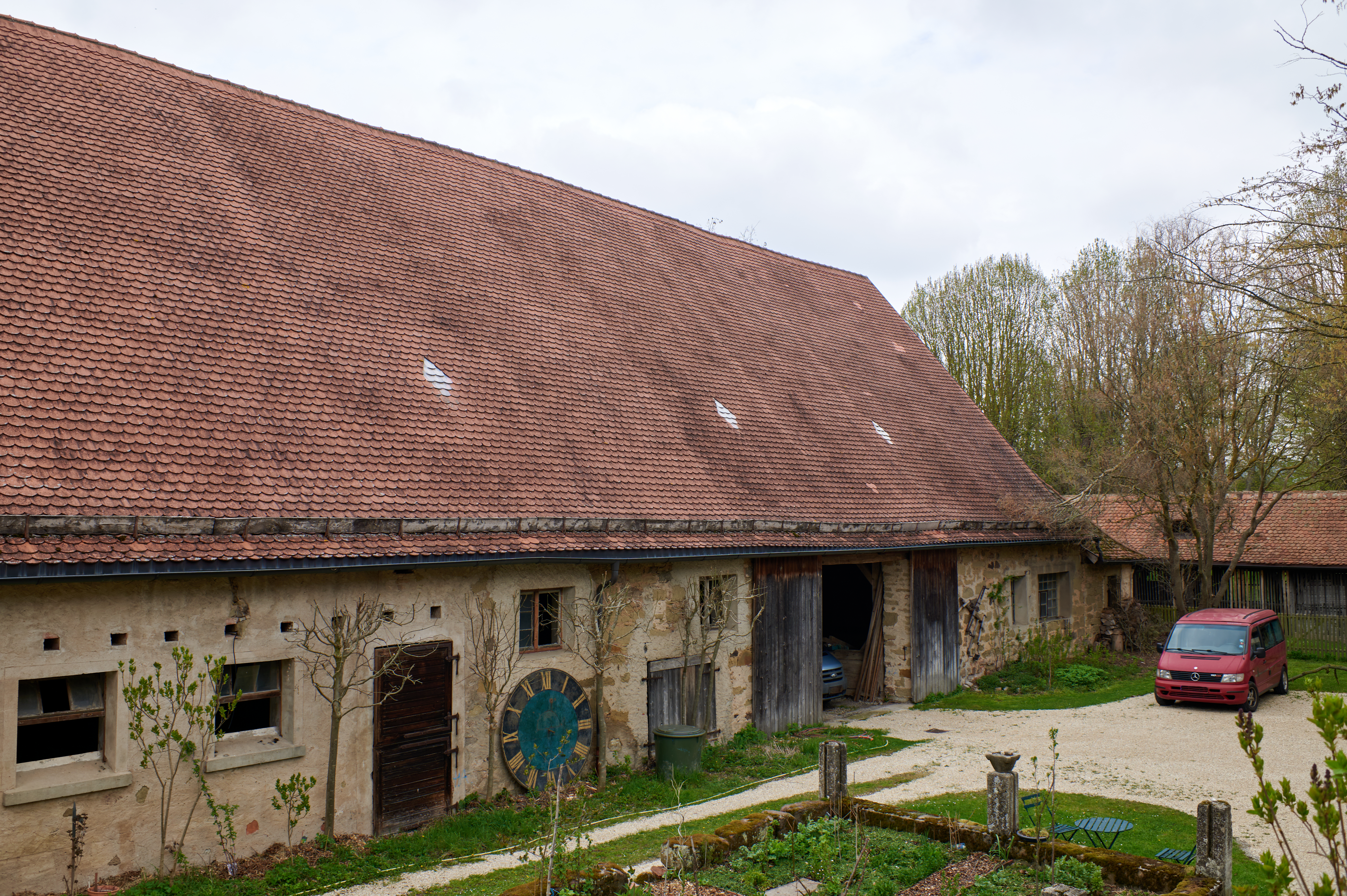
Scheune

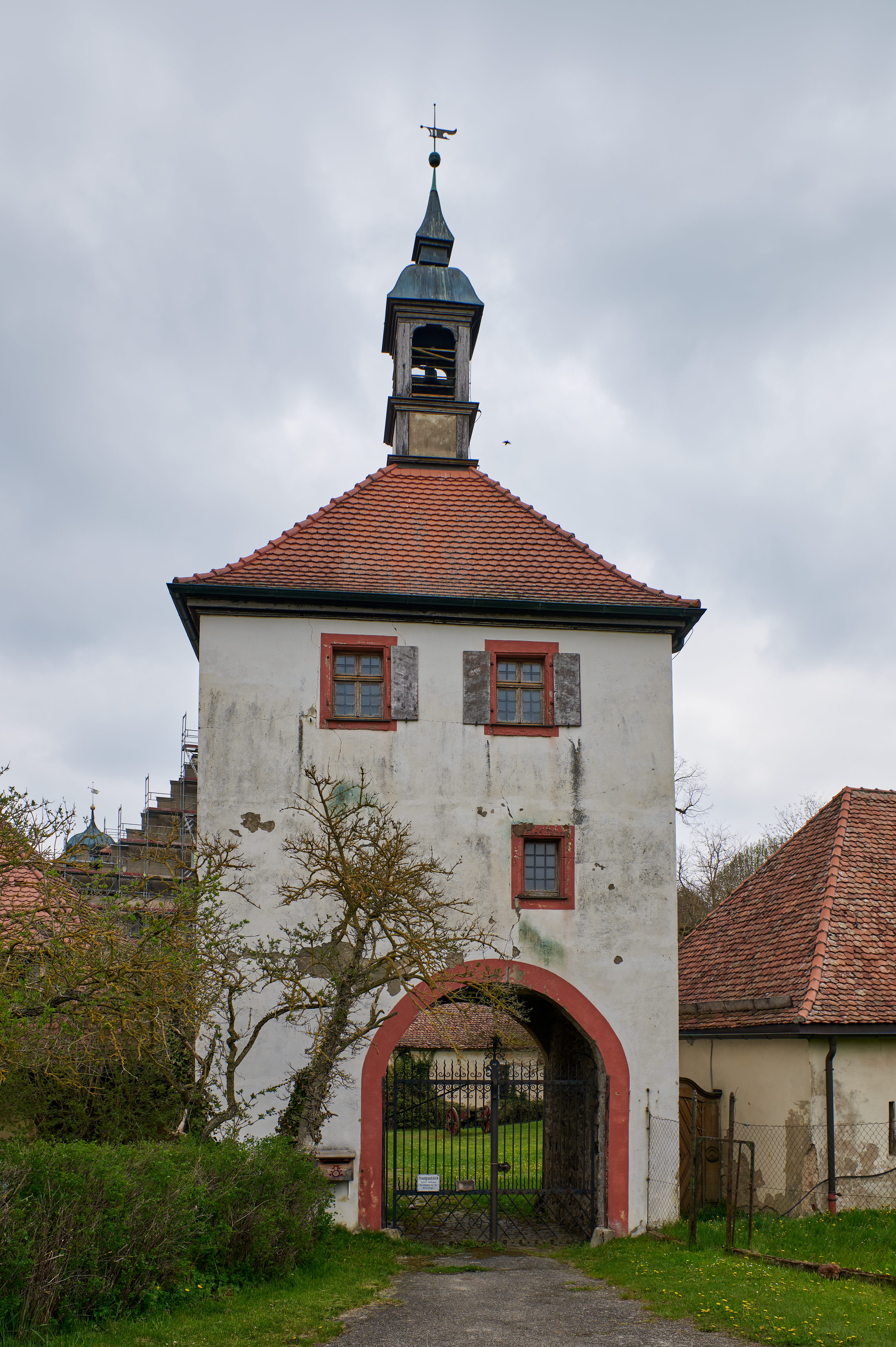
Torturm

## Beschreibung
Das Schloss Unternzenn ist ein typischer fränkischer Adelssitz. Die ummauerte Gesamtanlage mit einer Vielzahl von Gebäuden aus unterschiedlichen Epochen ist über 700 Jahre gewachsen und hat sich in großem Umfang erhalten. Die Sanierung des Innenhofs und der Hauptfassade, die zwischen 2010 und 2015 durchgeführt wurde, wurde von der Deutschen Stiftung Denkmalschutz mit Mitteln in sechsstelliger Höhe gefördert.

### Hauptgebäude
Beim dreigeschossigen Hauptbau (Haus Nr. 12, Fl. Nr. 35), handelt es sich um eine ehemalige Wasserburg. Sie bildet den ältesten Teil der Anlage und stammt im Kern aus dem 13. Jahrhundert. Über die Jahrhunderte wurde sie ständig aus- und umgebaut und präsentiert sich uns heute als eine Dreiflügelanlage mit zentralem, halbrunden Treppenturm im Innenhof. Größere Ausbaumaßnahmen fanden 1752/53 statt. An das mit Treppengiebeln verzierte Haupthaus mit Mittelrisalit gegen Südosten fügen sich gegen Nordwesten zwei Flügelanbauten an. Der Zugang zum Hauptgebäude erfolgte von Südwesten über eine dreibogige Steinbrücke, die den an dieser Stelle einst etwa 13 Meter breiten Wassergraben überspannte. Heute ist der Graben entwässert und verfüllt. Die Giebelseiten sind als Staffelgiebel ausgeführt, die entlang der mit Flachdächern versehenen Nebenflügel als Zinnenbekrönung optisch fortgeführt wird.

### Schlosspark
Ein um 1800 im englischen Stil angelegter Schlosspark befand sich südöstlich vom Hauptgebäude. Dazu wurde bereits zu dieser Zeit der östliche Wassergraben aufgefüllt, begrünt und mit Spazierwegen versehen. Der südliche Teil in regelmäßige Felder eingeteilt und mit einem Brunnen geziert. Spuren des nördlichen Abschnitts der regelmäßigen Anlage mit Irrgarten und Schirmpavillon auf Massivsockel (Fl. Nr. 36) haben sich erhalten. Der südliche Teil davon ist heute größtenteils bewaldet.

### Der Wirtschaftshof
Der Wirtschaftshof umfasst mehrere Gebäude, die der Versorgung und Bewirtschaftung des Schlosses dienten.

#### Amtshaus
Das Amtshaus (Haus Nr. 13, Fl. Nr. 34) ist ein massives zweigeschossiges Gebäude mit Krüppelwalmdach. Es ist auf die Achse des Hauptgebäudes ausgerichtet und wurde im Jahr 1735 errichtet. Es diente auch als Archivgebäude und Waschhaus.

#### Pferdestall
Der Pferdestall stammt aus dem 18. Jahrhundert. Im 19. Jahrhundert erfolgte eine Erweiterung.

#### Scheune
Die Scheune ist ein eingeschossiges Satteldachgebäude mit hohem Scheunengiebel. Es ist mit der Jahreszahl 1681 datiert.

#### Bauernhaus
Das sogenanntes Bauernhaus stammt aus dem 17./18. Jahrhundert und hat eine angebaute Schweinestallung des 17. Jahrhunderts.

#### Orangerie
Die Orangerie ist ein Walmdachbau, der um 1760 errichtet wurde. Daran ist um 1800 eine Holzlege angebaut worden.

#### Gärtnerhaus
Das Gärtnerhaus und Kellergebäude (Haus Nr. 14, Fl. Nr. 39) ist ein Fachwerkgebäude, das in großem Umfang erneuert wurde. Die Kellereingänge sind mit den Jahreszahlen 1688 und 1790 datiert.

### Torturm
Der Torturm stammt aus dem 16. Jahrhundert und hat ein Fachwerkgeschoss und Dachreiter mit Glöckchen.